# Вілаят Ємен
Вілаят Ємен (араб. ولاية عدن أبين) — частина терористичного угрупування Ісламська держава, що дислокується на території Ємену. Утворена 13 листопада 2014 року.

## Попередні події
13 листопада 2014 року ІД оголосила про створення провінції в Ємені, за безпосередньої підтримки невідомих бойовиків в самій країні. Однак, Аль-Каїда на Аравійському півострові (АКАП) не визнала цього територіального утворення. У грудні того ж року в ІД вже спостерігалася активна присутність в Ємені, що призвело до конкуренції з АКАП. Перша атака вілаята сталася в січні 2015 року. Тоді в Сані, на території шиїтських мечетей, підірвали себе терористи-смертники. У наступні місяці вони продовжували атакувати переважно цивільні цілі, пов'язані з хуситами.